# Водонапорная башня (Вестерланд)
Водонапорная башня Вестерланда (нем. Wasserturm Westerland) — архитектурное сооружение в кирпичном стиле, построенное в 1927 году по проекту неизвестного архитектора на острове Зильт в городе Вестерланд. Находится на проспекте Индустриевег на востоке города. Памятник культуры.

## Сооружение

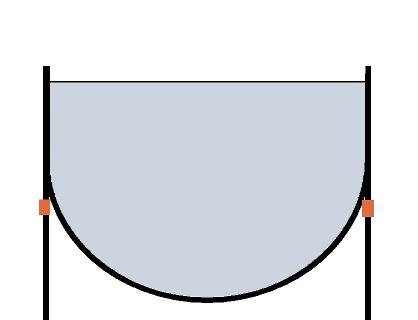
Резервуар «Баркхаузен»

Водонапорная башня представляет собой здание цилиндрической формы. В верхней части, на уровне резервуара для воды, башня немного шире, чем в нижней части. Здание покрывает многоугольная шатровая крыша с панельным покрытием. Первоначально было всего два ряда маленьких окон, располагавшихся по окружности башни — одно прямо под крышей, другое под резервуаром для воды. Несколько узких окон располагались в шахте.
Высота водонапорной башни Вестерланда составляет 21,8 метра; полезная высота при эксплуатации составляла 17,5 метра. Резервуар водонапорной башни объёмом в 100 кубических метров относился к типу «Баркхаузен», который был изобретён инженером-гидротехником Георгом Баркхаузеном.

## История эксплуатации
Железнодорожная водонапорная башня была построена в 1927 году одновременно с другими железнодорожными сооружениями Вестерланда. Это был год завершения строительства дамбы Гинденбурга. Башня, главным образом, использовалась для подачи воды в паровые локомотивы в железнодорожном депо. В 1984 году она была выведена из-под эксплуатации. В 1992 году водонапорную башню приобрёл частный инвестор, который преобразовал внутреннее пространство сооружения в жилое помещение. Башня является памятником культуры. Власти не одобрили заявку на её расширение, но разрешили увеличить окна и установить дополнительный ряд круглых окон по окружности башни в верхней части. Крыша была заново перекрыта; у неё появились мансардные окна треугольной формы для освещения верхней жилой зоны.